# Дзволя (гміна)
Гміна Дзволя (пол. Gmina Dzwola) — сільська гміна у східній Польщі. Належить до Янівського повіту Люблінського воєводства.
Станом на 31 грудня 2011 у гміні проживало 6565 осіб, 6490 осіб у 2014 році.

## Площа
Згідно з даними за 2007 рік площа гміни становила 203.10 км², у тому числі:
- орні землі: 41.00%
- ліси: 53.00%

Таким чином, площа гміни становить 23.20% площі повіту.

## Населення
Станом на 31 грудня 2011:
| Опис     | Загалом | Загалом | Чоловіки | Чоловіки | Жінки | Жінки |
| -------- | ------- | ------- | -------- | -------- | ----- | ----- |
| одиниця  | осіб    | %       | осіб     | %        | осіб  | %     |
| все      | 6565    | 100     | 3294     | 50.18    | 3271  | 49.82 |
| міське   | 0       | 100     | 0        |          | 0     |       |
| сільське | 6565    | 100     | 3294     | 50.18    | 3271  | 49.82 |

## Сусідні гміни
Гміна Дзволя межує з такими гмінами: Білґорай, Ґодзішув, Ґорай, Фрамполь, Хжанув, Янів-Любельський.